# Iyárico

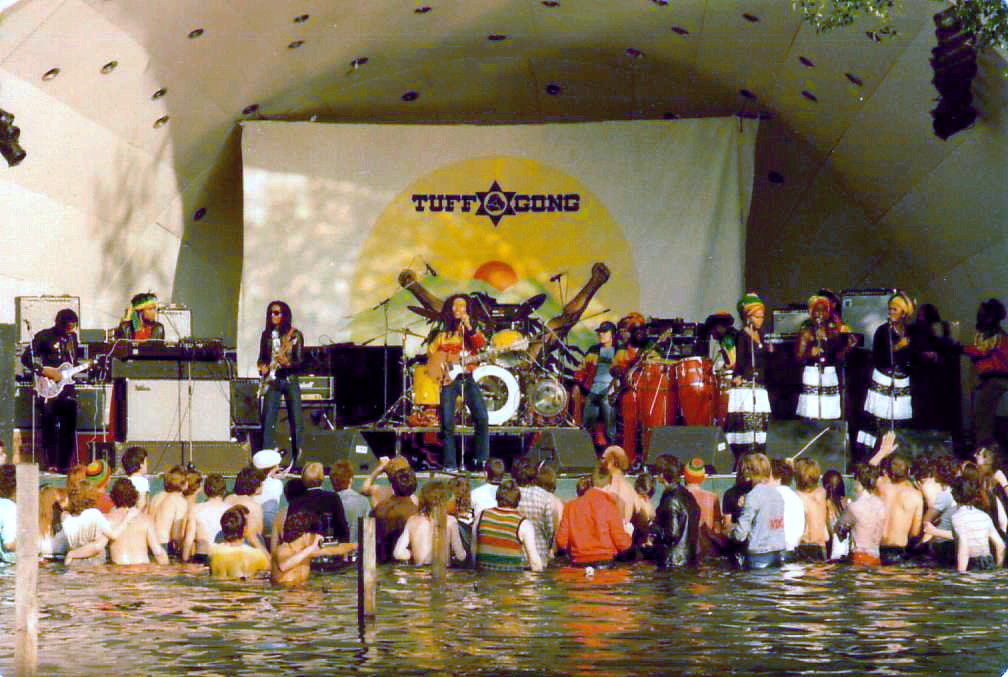
La música reggae difundió internacionalmente el vocabulario iyárico.

El iyárico (del inglés, iyaric /aɪˈjærɪk/) o lenguaje rastafari, es un dialecto del inglés creado conscientemente para su uso entre miembros del movimiento rastafari. Esto es porque las lenguas africanas se perdieron gradualmente entre los esclavos africanos llevados a América, y los rastafaris veían el inglés como una lengua colonial impuesta, por lo que crearon un vocabulario modificado, que reflejaba su deseo de confrontar lo que veían como una confusión de la sociedad corrupta y decadente que llaman Babilonia (Babylon). Para ello, evitaban palabras y sílabas vistas como «negativas», como back, y cambiándolas a «positivas».
Algunos rastas, si no la mayoría de ellos, prefieren no usar ciertas palabras del inglés, ya que según ellos tienen connotaciones babilónicas o demoníacas. Por ejemplo, la palabra hello («hola») no se usa porque lo ven como que contiene las palabras hell («infierno») y lo' (de low «abajo»);  en cambio se usan expresiones como wah gwaan (de whats going on?, «¿qué tal?»), yesi (de yes I, lit. «sí yo») y cool nuh Iyah (de cool don't you). Entre los rastas, la acción de sustituir morfemas de las palabras y formar nuevos acrónimos se denomina uplifting («elevar» la palabra), por ejemplo, al cambiar de dedication a livication se está elevando la palabra, ya que se desprende de la primera parte que suena a dead, «muerte» y se cambia por live «vivir».
Además, cada agrupación o iglesia rastafari tiene sus saludos formales y los usan en su iglesia; Por ejemplo, en la Iglesia Twelve Tribes of Israel, el saludo completo es «Saludos en el más preciado y divino nombre de Nuestro Señor y Salvador Jesucristo, quien se ha revelado a sí mismo a través de la maravillosa personalidad de él, Emperador Haile Selassie I de Etiopía».
El iyárico juega el papel de lengua litúrgica entre los rastafaris, además del amhárico y el ge'ez.

## Terminología
«Iyárico» es un acrónimo de I (/aɪ/ «yo») y amhárico, la lengua nacional de Etiopía. Al iyárico se le ha considerado como lengua o lenguaje artificial (language), habla (speech o talk) o dialecto (dialect). El uso de la letra i en el vocabulario iyárico es notablemente común.
Existen múltiples maneras de referirse al iyárico. Entre los rastafaris también se le denomina Livalect, de live («vida») y dialect.
Entre los no-rastafaris, es común llamarle Rasta-talk o Dread-talk or I-talk.
A veces se le confunde con el idioma patois jamaiquino, patuá, patwa o habla jamaicana (jamaican speech), aunque tienen muchos lazos comunes son dos cosas diferentes. El iyárico es artificial y creado específicamente para el movimiento rastafari. El patwa jamaicano, denominado criollo jamaicano (Jamaican Creole) por los lingüistas, es un dialecto del inglés que surge de manera natural en la isla de Jamaica tras mezclarse con las lenguas africanas de los antepasados de los jamaicanos, especialmente con el idioma akán.
A veces también se conoce como Wordsound que deriva de los principios rastafaris Word, Sound & Power («Palabra, sonido y poder»). Varios estudiosos han comparado estos principios con los conceptos de África occidental respecto al poder o esencia encapsulado en el sonido al pronunciar un nombre o palabra.

## Historia
El habla rasta se inició en la secta rastafari llamada Youth Black Faith, fundada en 1949. Antes de la década de los 60, este lenguaje apenas se usaba fuera de las agrupaciones rastafarianas. De hecho, el iyárico fue concebido con la intención de ser un lenguaje secreto, para contrarrestar la opresión social. Con el nacimiento del ska, rocksteady (1950s-1960s) y, sobre todo, con el boom de la música reggae (1970s), palabras del vocabulario rastafari calaron en el criollo del resto de población jamaicana.
Desde entonces, el iyárico ha evolucionado dinámicamente. Sus innovaciones lingüísticas se resumen en: 1) Redefinición de palabras existentes. 2) fusión de palabras existentes en palabras nuevas. 3) Sustitución de "I" por la sílaba inicial de palabras. 4) Sustitución de significado por palabras existentes.

## Vocabulario iyárico

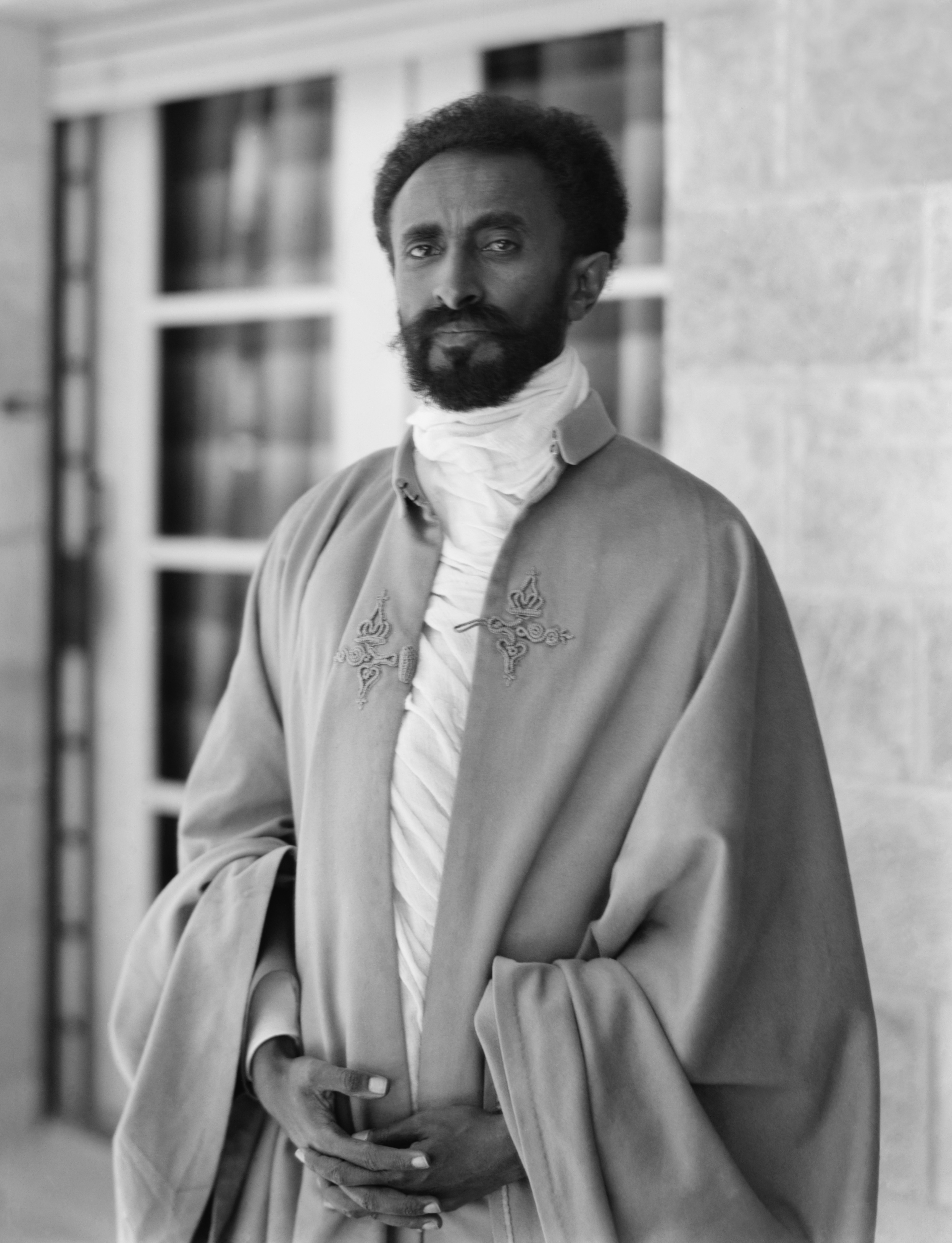
Haile Selassie I

### Palabras coni
En el inglés iyárico, I reemplaza a me. Ambos son pronombres para la 1.ª persona del singular, pero I es pronombre sujeto mientras que me es pronombre objeto (como «yo» y «me/mí» en castellano respectivamente). Esta sustitución se usa mucho más comúnmente en el inglés jamaicano que en otros dialectos. La explicación que da el rastafarismo es que me convierte a una persona en objeto mientras que I enfatiza su subjetividad como individuo.
- I and I, I&I, I'n'I o Ihi yahnh Ihi: es un término complejo, que se refiere a la unidad de uno mismo con Jah (Dios, de Yahveh). En palabras del erudito rastafari EE Cashmore: "Yo y yo es una expresión para totalizar el concepto de unidad. 'Yo y yo' como la unidad de dos personas. Entonces Dios está dentro de todos nosotros y somos una sola persona en hecho. Yo y yo significa que Dios está dentro de todos los hombres. El vínculo de Ras Tafari es el vínculo de Dios, del hombre ". El término se usa a menudo en lugar de "usted y yo" o "nosotros" entre Rastafari, lo que implica que ambas personas están unidas bajo el amor de Jah. También en el idioma Twi (en el que patois usa muchas palabras de préstamo Twi) de Ghana, también se dice Me ne me, que literalmente se traduce como "yo y yo".
- Ital (/ˈaɪtɑːl/ de vital sin la v inicial), llamada dieta rastafari entre los no-rastafaris o Di food fula itality («la alimentación llena de vitalidad») entre los rastafaris, es la dieta espiritualmente bendecida que no ha tocado químicos modernos y se sirve sin conservantes, condimentos o sales. El alcohol, el café, la leche y las bebidas con sabores generalmente se consideran no-ital. La mayoría de los rastas siguen las reglas generales del ital, y muchos son vegetarianos o veganos. Incluso los rastas que comen carne se abstienen de comer carne de cerdo, ya que consideran al cerdo como carroñero de muertos, al igual que los cangrejos, las langostas y las gambas (cuya prohibición coincide con las restricciones Kashrut judías).
- I man es la persona interna en cada creyente rastafari.
- Irie (de all right, «todo bien») se refiere a emociones o sentimientos positivos, o cualquier cosa que sea buena. Específicamente se refiere a altas emociones y vibraciones pacíficas.
- Ites (de heights, «altos») significa alegría, aunque también se refiere al color rojo o ser la abreviatura de israelitas.
- Itesquake reemplaza earthquake, «terremoto».
- Irator reemplaza creator, «creador» e Iration reemplaza creation, «creación».
- Idren se refiere a la unión rastafari y se utilizan para describir a sus compañeros, bredren para hombre y sistren para mujer.
- Itinually reemplaza continually, «continuamente». Tiene el sentido eterno del yo existiendo continuamente.
- Inity reemplaza unity, «unidad», pues la u suena fonéticamente igual que you («tú») y la i, igual que «yo».
- Iya, de higher, «más alto», «superior». El vocabulario rastafari está lleno de referencias al iya man, stepping iya and iya...etc. High en inglés también significa «colocado» [Esp], «puesto» [Arg], «trabado» [Col], «pacheco» [Méx]... (el estado al que te lleva el consumo de cannabis), pero Iya hace más referencia a entrar en un estado o consciencia superior de la realidad. Iya también se usa para referirse a un amigo, como en yes iya o cool (no) iya.
- Iwa significa «tiempo», o más exactamente «hora», como en inna dis ya iwa («esta es tu hora»).

### Dreadlocks

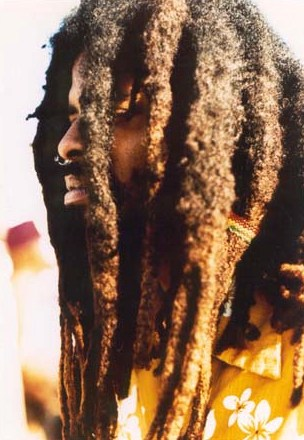
Peinado con dreadlocks, llamadas rastas por los no-rastafaris.

Dreadlocks (de dread, «miedo» o «temer» y lock, «cerradura» o «encerrar») hace referencia al peinado típico de los rastafaris, ahora universalmente llamadas rastas en inglés. El componente 'temor' se refiere al temor del Señor, así como al miedo inspirado cuando Rastas comenzó a desarrollar cerraduras en la década de 1940 en Jamaica. Para Rastas, los dreadlocks pueden ser una parte profundamente espiritual de su identidad. El voto nazareo en la Torá y la historia de Sansón son comúnmente citados:

E hizo voto, diciendo: Jehová de los ejércitos, si te dignares mirar a la aflicción de tu sierva, y te acordares de mí, y no te olvidares de tu sierva, sino que dieres a tu sierva un hijo varón, yo lo dedicaré a Jehová todos los días de su vida, y no pasará navaja sobre su cabeza.
La Biblia: I Samuel 1:11

Los rastas ven esto como la forma más natural de dejarse crecer el cabello, así como un símbolo de desafío a Roma y Babilonia. Solo dreads pueden referirse a los dreadlocks, o también a quienes les llevan. Las personas sin dreads son a veces llamados baldheads («calvos», en tono burlón) o lack («faltos [de dreads]», más respetuoso). Sin embargo, un popular refrán rastafari dice: It's not the dread upon your head, but the love in your heart that makes you Rasta («no es el dread sobre tu cabeza, sino el amor en tu corazón el que te hace rasta»), por lo que muchos rastafaris fieles carecen de dreadlocks, mientras que no-rastafaris llevan dreadlocks por cuestiones de moda o estética (llamados wolves inna sheeps clothes, «lobos con ropa de oveja»). Las rastas que no se han dejado crecer, es decir pelucas falsas o con químicos artificiales añadidos se denominan bathroom locks.

### Otras palabras
- Babylon («Babilonia») es un término importante en el rastafarismo, que se refiere al gobierno y a las instituciones de los humanos, que se consideran una rebelión contra el gobierno de Jah (Dios), comenzado con la Torre de Babel. Algunos lo usan aún más para referirse específicamente a los politricksters que han estado oprimiendo a la raza negra durante siglos a través de la esclavitud económica y física. En un sentido más general, Babilonia se refiere a cualquier sistema que oprime o discrimina. Uno de los propósitos del movimiento rastafari es desafiar a Babilonia, a veces también llamada Rome («Roma»), quizá por la persecución del Imperio Romano a los primeros cristianos o quizá por la invasión italiana de Etiopía en 1935. El Rey de Etiopía Haile Selassie I (llamado Ras Tafari antes de coronarse) se consideraba una encarnación viva de Dios, como lo fue Jesucristo en su tiempo. Otra versión dice que el líder espiritual del cristianismo católico, que es el Papa de Roma, esta corrompido en el lujo y desviado de la verdadera palabra de Dios, por lo que está considerado un oponente de Selassie I y el rastafarismo.
- Politricks (acrónimo de politics, «política» y tricks «truco», «estafa» o «engaño»), con este término se critica la situación de la política actual, que se aprovecha, engaña y es tramposa. Los políticos se llaman politricksters.
- Everliving reemplaza everlasting («eterno»), particularmente en el contexto de «vida eterna» (life everliving). Aunque proviene de ever («siempre, de todos los tiempos») y last («perdurar», en el sentido de «sobrevivir»), en la visión rastafari se percibe como implicación de un fin (last también significa «último» o «final»), por lo que se modificó a everliving (lit. «vivo para siempre»).
- H.I.M. (abreviatura de His Imperial Majesty, «su majestad imperial»), se pronuncia como «él» (him) y se refiere al emperador de Etiopía, Haile Selassie.
- Downpression (down, «abajo») sustituye oppression («opresión») ya que op suena igual que up («arriba»), pues la opresión priva de libertad a la persona. Opresor se traduce como downpressor. De manera similar, downgression significa agresión.
- Livication (de live «vivir» y dedication «dedicar») para reemplazar dedication ya que suena a dead, «muerte».
- Outvention que reemplaza invention («invención» out como «fuera» e in como «dentro»). Aunque invention también se reconoce en el iyárico, éste se entiende como la experiencia interior de ser rastafari. La invención en el sentido de inventar algo se llama outvention porque los dispositivos tecnológicos son vistos como algo ajeno o externo al ser.
- Overstanding e innerstanding, que reemplaza understanding («comprensión») para referirse al comprender como iluminación que brota de la consciencia de uno mismo. Under significa «debajo de». Over, «encima de». Inner, «dentro». Y standing, «posición» de uno mismo.
- Apprecilove (de appreciate «apreciar» y love «amor») para reemplazar appreciate ya que suena a hate, «odio».
- Amagideon o Gideon: es un concepto teológico rasta que significa el estado general en el que se encuentra el mundo entero ahora, y se ha ido profundizando progresivamente desde 1930, y especialmente desde 1974. Esta es una ligera mutación de Armagedón, término del Apocalipsis.
- Zion (Sion) se refiere a África o en particular, Etiopía. En el cristianismo, Sion es sinónimo de Israel o Jerusalén, «la Tierra Prometida».
- Knows (saber) reemplaza believe (creer, como «creencia», «fe»). Por lo que los rastafaris no dirían que creen en Haile Selassie que es Jah y que ellos son las personas elegidas. Dirían que saben estas cosas.
- Whore of Babylon (Ramera de Babilonia) es un personaje bíblico, concretamente del libro de la Revelación (Apocalipsis), que encarna en ella el mal y la lujuria de los humanos. En el cristianismo primitivo a veces se usaba el término Babilonia para referirse al Imperio Romano cuando perseguía a los primeros cristianos. Entre los rastafaris a veces se la asocia con la Reina Isabel II, quien era jefe de Estado de Jamaica.

## En la cultura popular
Varias palabras rastafari han migrado al uso generalizado del inglés, o incluso al uso global generalizado. El término dreadlocks, por ejemplo, se usa en todo el mundo para el peinado rastafari. El uso de palabras rastafari como Zion, Babylon, overstand y politricks también han entrado en la cultura hip hop a través de los músicos y raperos de origen caribeño. En Reino Unido, el término Babylon a veces se usa para referirse a la policía, quizás influenciado por representaciones de la cultura popular o encuentros de rude boys (pandillas afrocaribeñas).